# 萧山文庙
萧山文庙为原萧山县学文庙，今址位于中华人民共和国浙江省杭州市萧山区城厢街道，始建年代不详，原在县治东南，南宋绍兴二十六年（1156）迁至城西南隅现址，即今萧山城区西河路南端西侧的萧山区湘师实验小学内。
萧山文庙原南临学池璧月池及文明门（小南门），其布局前庙后学，清末中轴线上依次为宫墙、棂星门、泮池、泮桥、戟门三间（两侧有名宦祠、乡贤祠各三间）、大成殿五间（前有东西庑各十二间）、明伦堂三间，堂东有崇圣祠三间（原为射圃），另在东南侧有云龙阁（其功能类似于魁星阁或文昌阁，后改为八角亭）和云龙桥（图）。
萧山文庙的建筑已于二十世纪五十年代被毁，仅存元大德三年（1299）“萧山县学重建大成殿记”碑和一些零星的石刻。“萧山县学重建大成殿记”碑为太湖石质，高2.6米，宽1.3米，厚0.25米，其正面为张伯淳所撰《萧山县学重建大成殿记》，贾仁篆额，赵孟頫书丹，全文共800余字，背面为胡长孺所撰《萧山县新文庙碑阴记》，鲜于枢书丹，全文近千字，现已移至校园西南首建亭（赵碑亭）保护。1984年5月4日，「萧山县学重建大成殿记碑」入選蕭山縣文物保護單位；由於蕭山縣先後改制為蕭山市、蕭山區，「‘萧山县学重建大成殿记’碑」於2009年4月20日獲調整成为第四批杭州市文物保护单位。

位於今城廂街道百尺漊社區的南宋绍兴時期以前文庙（又稱「雷壤學宮」）舊址
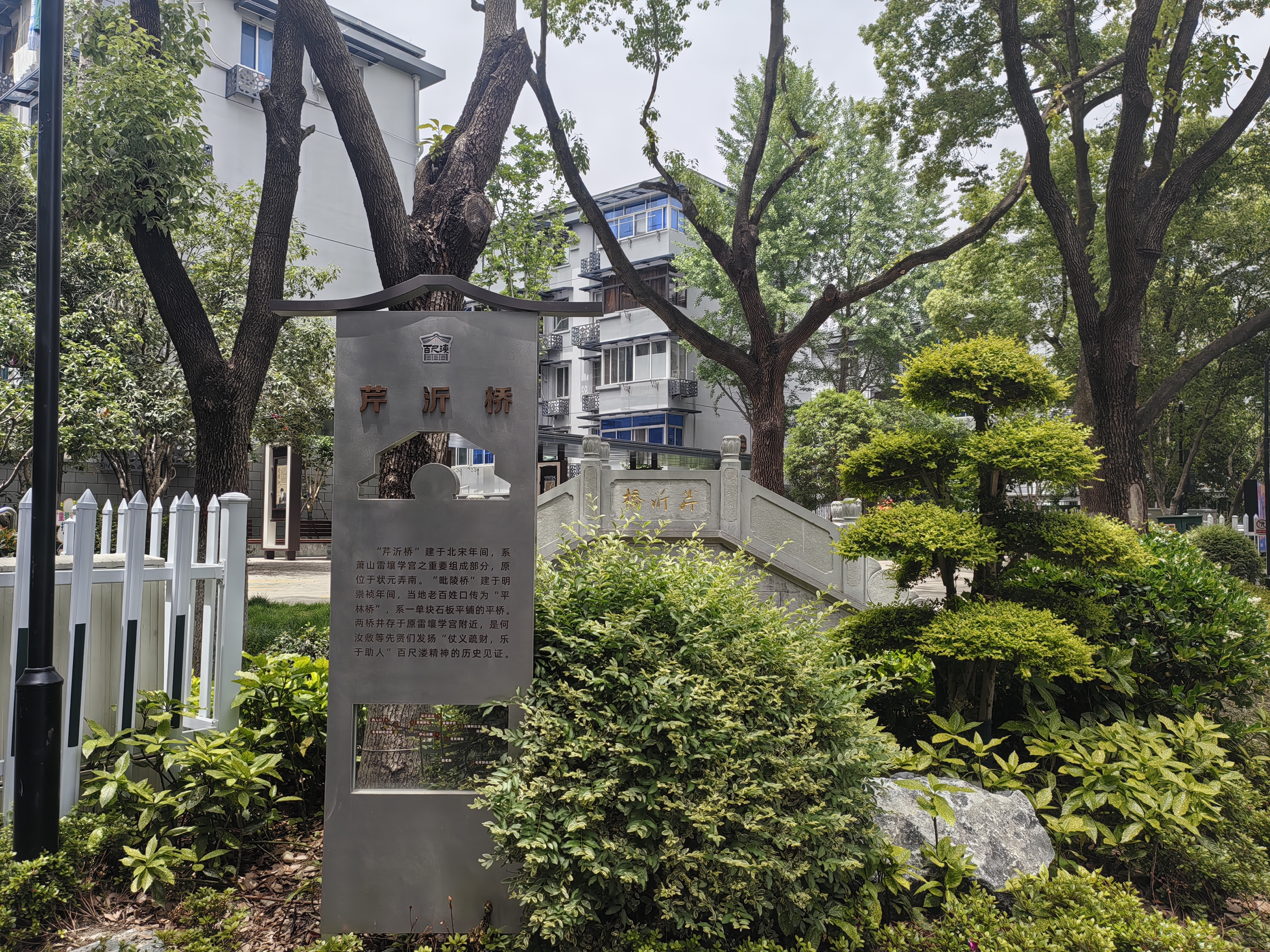
芹沂橋為雷壤學宮的組成部分
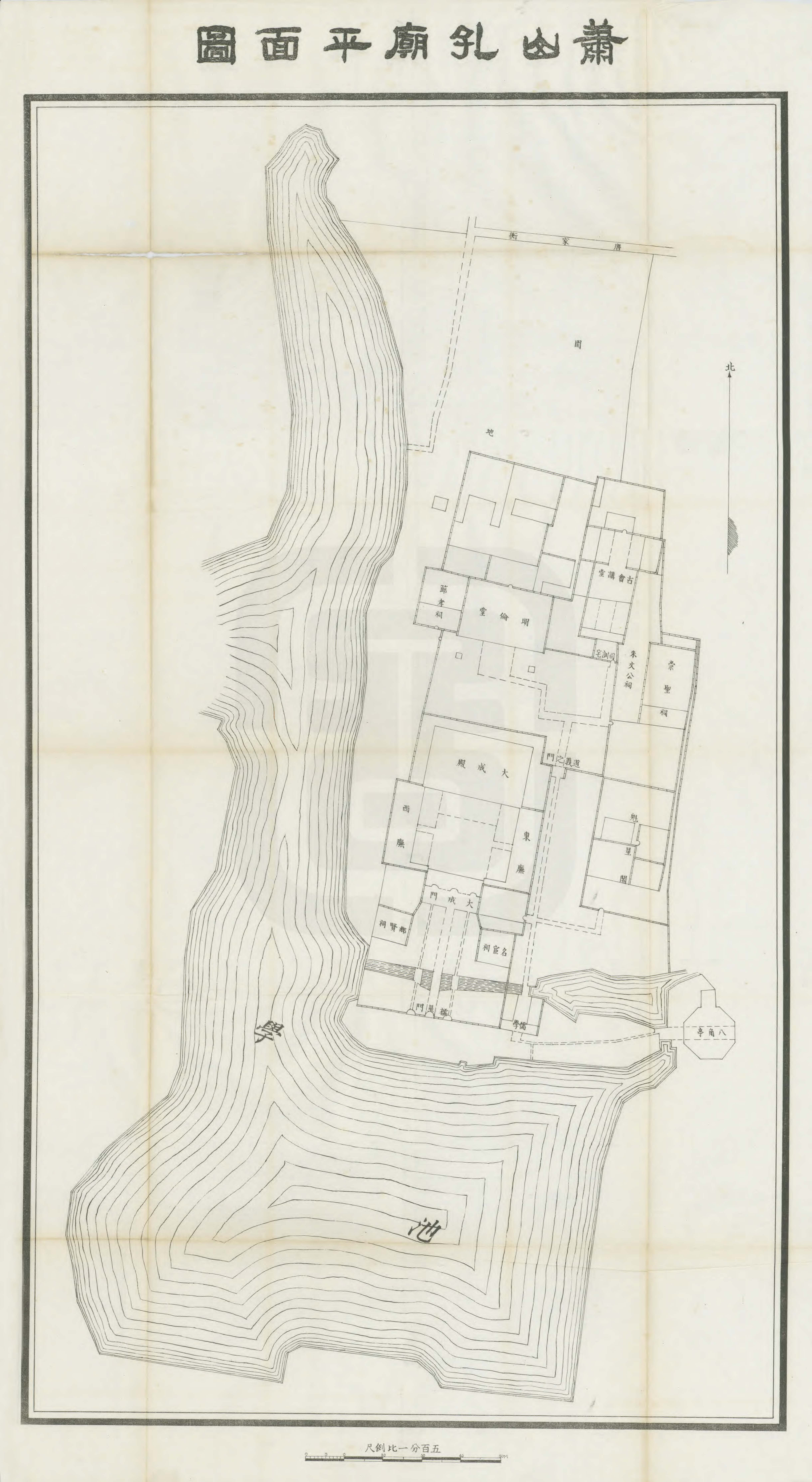
民国二十四年（1935）《萧山县志稿》萧山孔庙平面图
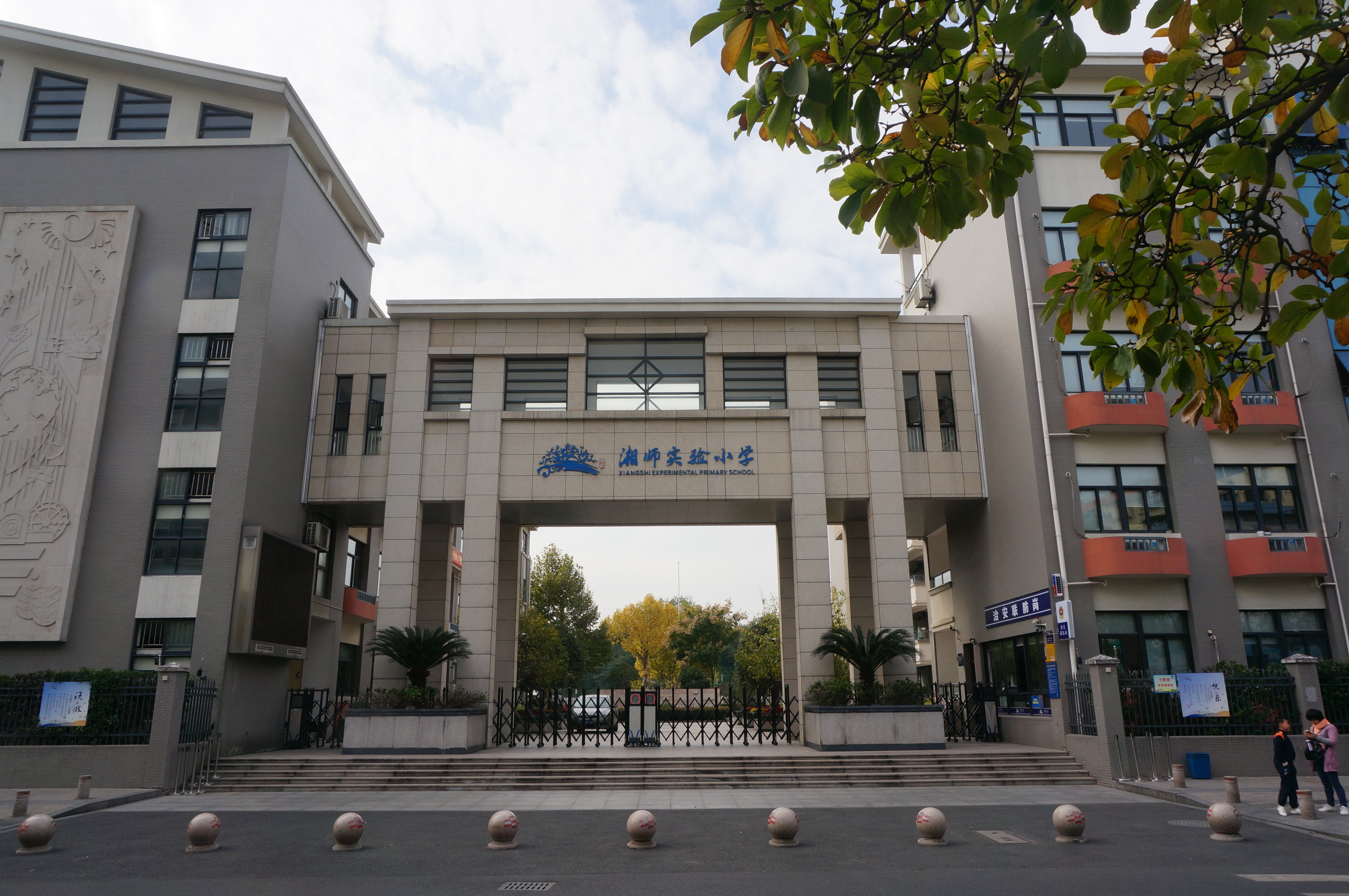
萧山文庙旧址，今湘师实验小学
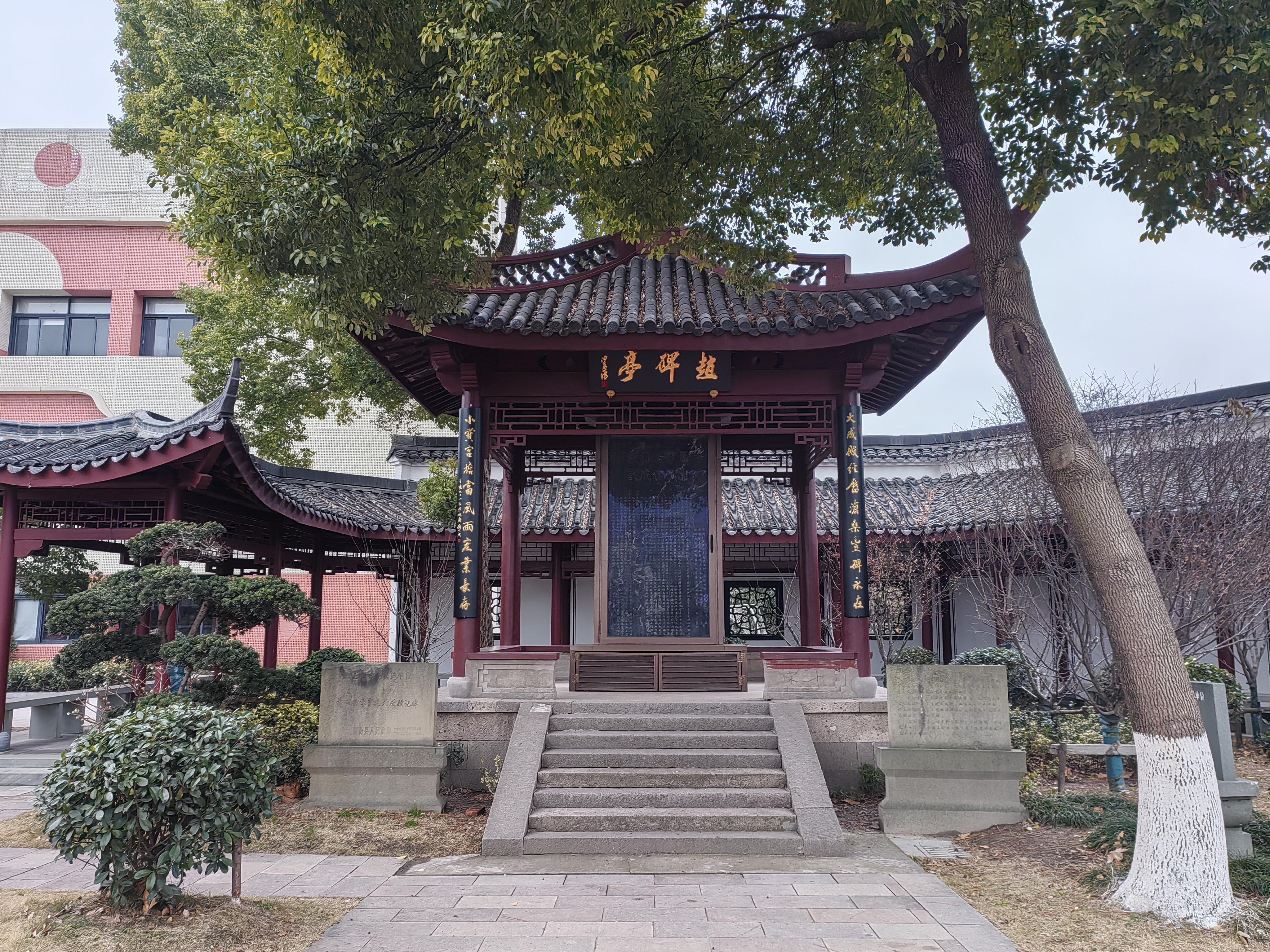
赵碑亭
《萧山县新文庙碑阴记》
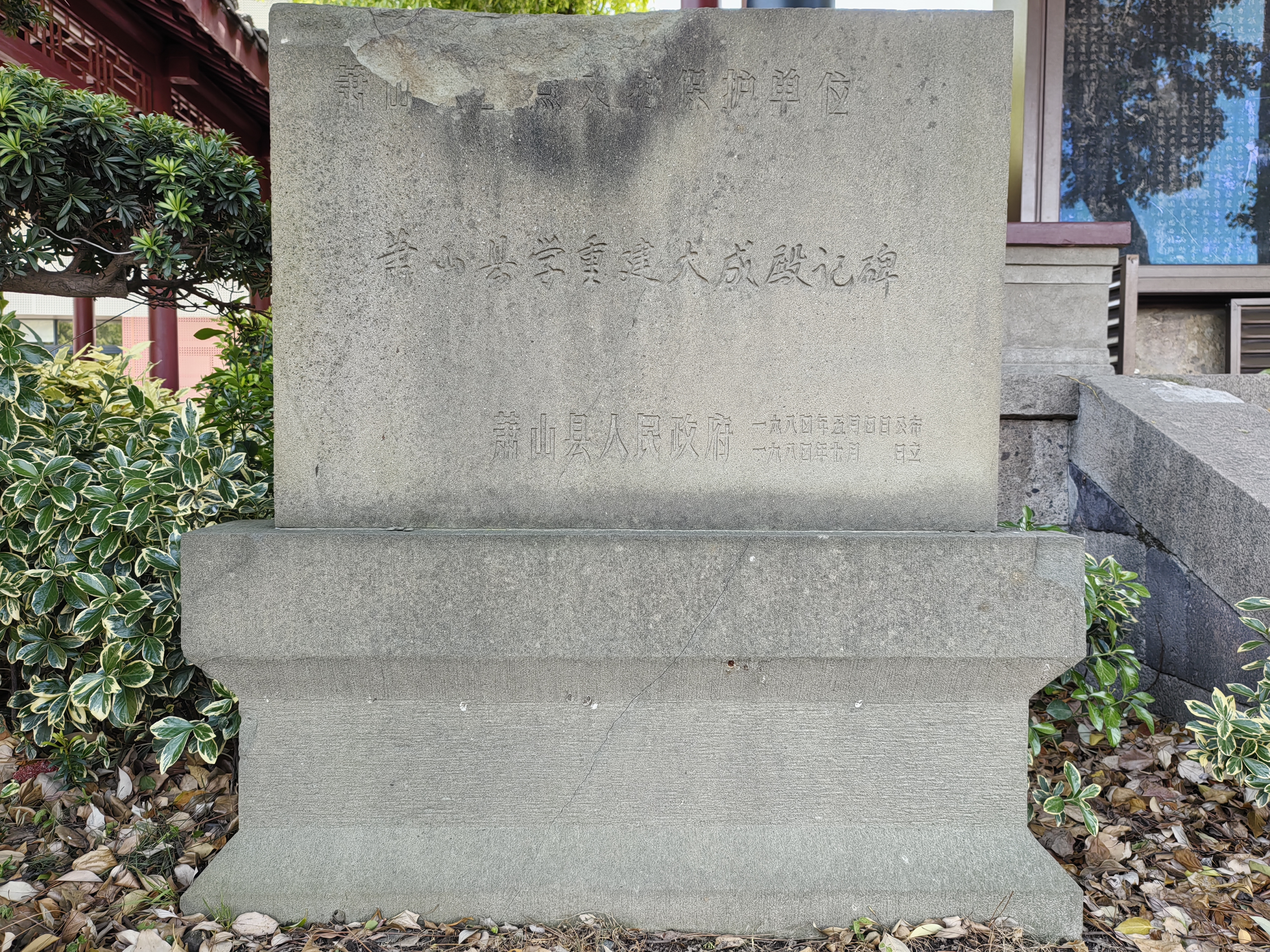
刻有「萧山县学重建大成殿记碑」的蕭山縣文物保護單位標誌